# بيليتيس
بيليتيس (بالفرنسية: Bilitis)‏ هو فيلم دراما رومانسي فرنسي. من إخراج المصور ديفيد هاملتون، وأفلمة الموسيقى فرانسيس لاي، وبطولة بتي دي آبانویلي ومنى كريستنسن.
الفيلم مستوحى من قصائد بیر لویس «اغاني بيليتيس» تقع احداثها في اليونان القديمة، لكن الفيلم تقع احداثه في أوروبا الحديثة.

## روابط خارجية
- بيليتيس على موقع IMDb (الإنجليزية)
- بيليتيس على موقع روتن توميتوز (الإنجليزية)
- بيليتيس على موقع ألو سيني (الفرنسية)
- بيليتيس على موقع Turner Classic Movies (الإنجليزية)
- بيليتيس على موقع أول موفي (الإنجليزية)
- بيليتيس على موقع فيلمافينيتي (الإسبانية)
- بيليتيس على موقع قاعدة بيانات الأفلام السويدية (السويدية)
- بيليتيس على موقع قاعدة بيانات الفيلم (الإنجليزية)
- بيليتيس على موقع ليتربوكسد (الإنجليزية)
- بيليتيس على موقع كينوبويسك (الروسية)